# Seqüències complementàries
En matemàtiques aplicades, les seqüències complementàries (CS) són parelles de seqüències amb la propietat útil que els seus coeficients d'autocorrelació aperiòdic fora de fase sumen a zero. Les seqüències binàries complementàries van ser introduïdes per primera vegada per Marcel JE Golay el 1949. El 1961-1962 Golay va donar diversos mètodes per construir seqüències de longitud 2N i va donar exemples de seqüències complementàries de longituds 10 i 26. El 1974 RJ Turyn va donar un mètode per construir seqüències de longitud mn a partir de seqüències de longituds m i n que permet la construcció de seqüències de qualsevol longitud de la forma 2N10K 26M.
Més tard, la teoria de les seqüències complementàries va ser generalitzada per altres autors a seqüències complementàries polifàsiques, seqüències complementàries multinivell i seqüències complementàries complexes arbitràries. També s'han considerat conjunts complementaris; aquestes poden contenir més de dues seqüències.

## Definició
Sigui (a0, a1, ..., aN−1) i (b0, b1, ..., bN−1) sigui un parell de seqüències bipolars, el que significa que a(k) i b(k) tenen valors +1 o − 1. Sigui definida per la funció d'autocorrelació aperiòdica de la seqüència per
{\displaystyle R_{x}(k)=\sum _{j=0}^{N-k-1}x_{j}x_{j+k}.\,}
Aleshores la parella de successions a i b és complementària si: {\displaystyle R_{a}(k)+R_{b}(k)=2N,\,}
per k = 0, i
{\displaystyle R_{a}(k)+R_{b}(k)=0,\,} per k = 1,... , N−1.
{\displaystyle R_{a}(k)+R_{b}(k)=2N\delta (k),\,}
Així doncs, podem dir que la suma de les funcions d'autocorrelació de seqüències complementàries és una funció delta, que és una autocorrelació ideal per a moltes aplicacions com la compressió de polsos de radar i les telecomunicacions d'espectre expandit.

## Aplicacions de seqüències complementàries
- Espectrometria multiescletxa
- Mesures per ultrasons
- Mesures acústiques
- compressió de pols de radar
- xarxes Wi-Fi
- Xarxes sense fils 3G CDMA
- Sistemes de comunicació OFDM
- Sistemes de detecció de rodes de tren
- Assajos no destructius (NDT)
- Comunicacions
- Les màscares d'obertura codificada es dissenyen mitjançant una generalització bidimensional de seqüències complementàries.